# Orange Star
Die Orange Star ist der größte Orangensaftkonzentrattanker der Welt.

## Einzelheiten
Der Orangensafttanker wurde als Baunummer 469 der Werft Brodosplit im kroatischen Split gebaut, am 17. Februar 2011 abgeliefert und kurz darauf in Dienst gestellt. Es war das erste Schiff dieser Art, das in Kroatien entstand. Der Tanker verfügt über eine Gesamttankkapazität von 32.000 Kubikmetern, aufgeteilt in zwölf Safttanks von 2000 Kubikmetern und zwei Tanks von 4000 Kubikmetern. Bereedert wird der Frachter von der Schweizer Reederei Atlanship in La Tour-de-Peilz, der Reeder ist die liberianische North Sea Reefer Enterprise.
Eingesetzt wird das Schiff im Linienverkehr zwischen dem brasilianischen Ladehafen Santos und dem Löschhafen Rotterdam, wo es ein von 1975 bis 2010 eingesetztes Schiff gleichen Namens ablöste.
Der Antrieb des Schiffe erfolgt durch einen Zweitakt-Sechszylinder-Dieselmotor des Typs  6S50 MC-C7, der in Split in Lizenz des Herstellers MAN B&W gebaut wurde. Der Motor leistet 8.600 kW. Für die Stromversorgung an Bord stehen zwei Dieselgeneratoren mit jeweils 1.215 kW Leistung (Scheinleistung 1.519 kVA) sowie ein Dieselgenerator mit 910 kW Leistung (Scheinleistung 1138 kVA) und ein Notgenerator mit 170 kW Leistung (Scheinleistung 212 kVA) zur Verfügung.